# U-542
 U-542  — немецкая подводная лодка типа IXC/40, времён Второй мировой войны. 
Заказ на постройку субмарины был отдан 5 июня 1941 года. Лодка была заложена на верфи судостроительной компании «Дойче Верфт АГ» в Гамбурге 12 июня 1942 года под строительным номером 363, спущена на воду 19 января 1943 года, 7 апреля 1943 года под командованием оберлейтенанта Кристиана-Брандта Коестера вошла в состав учебной 4-й флотилии. 1 октября 1943 года вошла в состав 10-й флотилии. Лодка совершила один боевой поход, успехов не достигла. 28 ноября 1943 года лодка была потоплена у Мадейры, Португалия, в районе с координатами 39°03′ с. ш. 16°25′ з. д. глубинными бомбами британского самолёта типа «Веллингтон», оснащённого «огнями Лея». До сентября 1990 года историки считали, что U-542 была потоплена 28 ноября 1943 года в результате атаки «Веллингтона» в районе с координатами 39°04′ с. ш. 16°25′ з. д., однако на самом деле в том районе была атакована и получила небольшие повреждения U-391. 